# Калетник, Оксана Николаевна
Оксана Николаевна Калетник (укр. Оксана Миколаївна Калетник, в замужестве Елманова; род. 10 декабря 1972, Хмельник, Винницкая область) — украинская бизнес-леди и политик. Миллионер. Член Национального совета по вопросам телевидения и радиовещания (2010—2012). Депутат Верховной Рады Украины VII созыва (Компартия Украины до 2014 года). Заслуженный юрист Украины (2009).

## Биография
Родилась в семье работника лесного хозяйства Н. Н. Калетника (1943 г. р.) и учительницы русской литературы Г. И. Лосевой (1947 г. р.). Семья переехала в Киев, где Оксана окончила среднюю школу № 183 (1989). Комсомолка.
Её отец Николай Калетник в 1990-е годы возглавлял управление Минлесхоза Украины. Спустя годы Оксана Николаевна отмечала, что гордится своим отцом, «потому, что он как раз из серии „закостенелых коммунистов“, в хорошем понимании».
Брат отца, её дядя — украинский политик, народный депутат нескольких созывов Г. Н. Калетник, сын которого, также украинский политик и народный депутат Игорь Калетник — её двоюродный брат. Оксана Калетник отмечала: «Мой дядя в политике давно, но я с ним иногда активно спорила. По тому же мораторию на землю, когда землю вроде бы не продавали, а на деле торговали ею из-под полы», а о двоюродном брате — «У нас разные взгляды на многие вопросы. Это подтверждает и история наших отношений. В 2004 году я была ярым сторонником оранжевого движения. Из-за этого мы два года не разговаривали».
Оксана Калетник получила два высших образования в Киевском национальном университете имени Т. Г. Шевченко, где в 1990—1995 годах обучалась на факультете общей психологии и социологии на психолога, и одновременно в 1992—1996 годах обучалась на юрфаке на юриста. Впоследствии в СМИ появились предположения о том, что её диплом юриста является фальшивым, однако Калетник опровергла эту информацию.
Будучи студенткой в 1991 году начала трудовую деятельность менеджером по рекламе (возглавляла рекламный отдел) в компании фитодизайна «Роксолана» (юр. внешнеторговое объединение). Как вспоминала сама Калетник: «В „Роксолану“ я попала случайно. Гуляя по Андреевскому спуску, я увидела красивую витрину с цветами, осмотрелась, мне понравилось, зашла и потребовала директора. И тогда заявила ему, что я умею это, это и вот это, и хочу работать у них. Он опешил от такой дерзости, но на работу взял. Это была моя первая и последняя работа по найму. А делать приходилось многое, даже, несмотря на должность руководителя: и цветы сами паковали, и букеты собирали, и о доставке договаривались» (в другом месте: «…я проходила мимо салона „Роксолана“, который занимался цветами, подарками, декорацией, устраивал всенародный фестиваль цветов. Мама мне говорила, что эту компанию создал наш земляк… Сказала ему, что учусь на психолога и занимаюсь „психологическими аспектами воздействия рекламы на потребителя“»).
Соучредитель и в 1992—1995 годах президент рекламного агентства «Dali» (инвестиции в теле- и медиапроекты), соучредитель и гендиректор в 1994—1995 годах выросшей из «Dali» продакшн-студии «Master Video», которая занималась созданием телепередач для телеканала «Інтер». Тогда же она инвестировала в рекламное агентство «Пирамида» и её команду Бориса Ложкина (проект «Теленеделя», всеукраинский еженедельник).
В 1995—1996 годах сооснователь юридической компании «Алком Киев». В 1996—2003 годах вице-президент строительной корпорации «BM Group», принадлежавшую её бывшему супругу предпринимателю Дмитрию Елманову. Одновременно в 1999—2003 годах возглавляла представительство датского инвестиционного холдинга «Dannmar Scandinavia Aps» на Украине. В 2003 году стала основательницей и до 2010 года генеральный директор группы компаний «FIM Consulting» («Финансы, Инвестиции, Менеджмент Консалтинг»), которая работала на рынке жилой, коммерческой и промышленной недвижимости, а также ресторанного бизнеса, среди её активов насчитывалось более десятка объектов коммерческой и жилой недвижимости, расположенных в Киевской области. Со временем FIM стала управляющей компанией «Dannmar Scandinavia Aps», осуществляющей широкую программу инвестиций на Украине, Калетник являлась её сертифицированным специалистом (2006—2009). Ныне она владелица FimGroup, которая занимается торговлей, транспортными перевозками, недвижимостью и ресторанной деятельностью.
В рамках общественной деятельности работала с Комитетом Верховной рады по борьбе с организованной преступностью и коррупцией.
Победитель общенациональной программы «Человек года — 2007» в номинации «Менеджер года».
С 29 июня 2010 по октябрь 2012 года член Национального совета по вопросам телевидения и радиовещания (по парламентской квоте от КПУ). Отмечала, что оставила бизнес, который передала в управление, являясь акционером. Госслужащий 3 ранга (2011).
В 2012 году задекларировала почти 7 млн гривен дохода, на счетах 63 млн гривен, владеет автомобилями Landrover 2008 года выпуска и BMW 85z 2004 года выпуска.
В 2013 году журнал «Фокус» оценил её состояние в $35 млн, она заняла 190 место в рейтинге «200 самых богатых людей Украины».

### В Верховной раде
На парламентских выборах 2012 года прошла как беспартийная самовыдвиженец по одномандатному мажоритарному округу № 16 в Винницкой области, получив 43,22 % голосов (второе место занял кандидат от «Батькивщины» Юрий Македон, получивший 37,36 % голосов). Считавшийся главным конкурентом Калетник по предвыборной гонке Алексей Порошенко (отец Петра Порошенко) ещё до выборов снял свою кандидатуру (см. объяснение этому Калетник). Стала самой богатой женщиной в парламенте. Став членом КПУ и войдя в её парламентскую фракцию, стала единственным членом фракции избранным по мажоритарному округу (остальные прошли по списку). Первый заместитель главы Бюджетного Комитета ВР Украины.
8 апреля 2014 года приняла участие в отбитии нападения представителей ВО «Свобода» на выступавшего с трибуны парламента лидера КПУ Петра Симоненко, оказав физическое воздействие на набросившегося на него депутата-«свободовца» Юрия Михальчишина.
В мае 2014 года вышла из фракции КПУ.

Я считаю, что в этот сложный для страны время партия должна была бы занимать не аморфную позицию, а самоочиститься от функционеров, которые потеряли энергию к победе и ещё в основном стремятся инертно наблюдать за происходящим, а не действовать, чтобы изменить ситуацию. От тех партийцев, которым не нужна реальная борьба, достаточно лишь её имитации.— Заявление о выходе из фракции КПУ
В другом интервью также отметила: «Основная причина — аморфная позиция и имитация реальной борьбы. Мыслей о выходе из фракции у меня не возникало, даже когда нападали на бизнес, который я когда-то создавала». Ныне внефракционный депутат.
Единственная из украинской делегации проголосовала против резолюции об осуждении оккупации Россией территории Украины на 23-й сессии Парламентской ассамблеи ОБСЕ (1 июля 2014 года).
На досрочных парламентских выборах 2014 года заняла 4-е место на 16-м избирательном округе, набрав 8 % голосов.

## Уголовное преследование
В октябре 2014 года СБУ открыло уголовное производство по статье «посягательство на территориальную целостность» в связи с поступлением на «горячую линию» в Винницкой области сообщений о том, что 30 сентября во время встречи с избирателями Оксана Калетник произносила высказывания «сепаратистского содержания», в частности заявляла о легитимности самопровозглашённых ДНР и ЛНР, высказывалась об их праве отделиться от Украины. Начато досудебное расследование в уголовном производстве по ч. 2 ст. 110 (посягательство на территориальную целостность и неприкосновенность Украины, совершённое лицом, которое является представителем власти) Уголовного кодекса Украины.

## Личная жизнь
Оксана Калетник живёт в загородном доме в престижном поселке Конча-Заспа под Киевом. Разведена, есть дочь Ольга (1993 г. р.), которая учится в Лондоне.
Верующая, регулярно читает Библию и молится. Также увлекается «ведической» философией, читает Рами Блекта.

## Высказывания
- Вот рядовой гражданин говорит, что живёт в плохой стране, мол, здесь всё равно ничего хорошего не будет. Не нужно забывать, что страна — это некий сосуд, в котором все мы — это единая суть. Поэтому начинать надо с себя. Если тебе не нравятся условия, в которых ты живёшь, но на протяжении долгих лет в этом присутствовал, значит — вносил в это пространство и свою лепту[7].
- Мы достигли уровня, когда чиновники понимают, что нельзя говорить что-либо, не задумываясь о последствиях. Здесь уже присутствует страх. А вот следующая ступень должна давать чётко понять, что наказание за невыполнение задачи будет сильнее, чем наказание за попытку её выполнить и допущенные ошибки. Тогда ситуация сдвинется с мёртвой точки[7].
- Я считаю, единственная идеология, которая прошла испытание временем, — это коммунистическая. Потому что в её основе лежит гуманистическая мораль[3].